# Ligusticum tachiroei
Ligusticum tachiroei là một loài thực vật có hoa trong họ Hoa tán. Loài này được (Franch. & Sav.) M. Hiroe & Constance mô tả khoa học đầu tiên năm 1958.